# MGA Indústria e Comércio de Automóveis e Artefatos de Fibra
MGA Indústria e Comércio de Automóveis e Artefatos de Fibra war ein brasilianischer Hersteller von Automobilen.

## Unternehmensgeschichte
Das Unternehmen stellte im Jahre 1984 Automobile her. Der Markenname lautete MGA. Insgesamt entstanden zwölf Fahrzeuge.

## Fahrzeuge
Einziges Modell war die Nachbildung des MG A. Ein Fahrgestell vom VW Brasília mit Heckmotor bildete die Basis. Neben einem luftgekühlten Vierzylinder-Boxermotor von Volkswagen do Brasil war auch ein Motor vom Chevrolet Chevette erhältlich. Die zweitürige Karosserie bestand aus Fiberglas.